# Ицилий (народен трибун)
Ицилий (? Icilius) е политик на Римската република през края на 5 век пр.н.е.
Произлиза от плебейската фамилия Ицилии и има вероятно още два братя: Ицилий и Луций Ицилий.
Тримата от рода Ицилии са заедно народни трибуни през 409 пр.н.е.